# Italian Records
La Italian Records è stata una etichetta discografica attiva negli anni ottanta in Italia, fondata da Oderso Rubini.

## Storia

### Le origini della Italian Records nella Harpo's Music
Nel 1977 Cialdo Capelli e Oderso Rubini, allora studenti del DAMS di Bologna, fondarono prima uno studio di registrazione, poi l'etichetta discografica Harpo's Music, per poi costituirsi in cooperativa assieme ad Anna Persiani e Lella Leporati, con lo scopo di produrre opere di musica, cinema e grafica.
La prima produzione dell'etichetta fu Inascoltable degli Skiantos, per poi ampliare il catalogo con Confusional Quartet, Windopen, Gaznevada, Luti Chroma e Sorella Maldestra.
L'attività della Harpo's Music culminò con l'organizzazione del concerto Bologna Rock nel 1979, che radunò più di 6000 persone nel palasport di Bologna.

### Bologna Rock e la Italian Records
Subito dopo l'evento Bologna Rock Oderso Rubini fondò la Italian Records, che si ispirava esplicitamente alla britannica Rough Trade. La presentazione dell'etichetta vide l'uscita di 5 Lp, 4 singoli e alcuni videoclip in 16 mm che non trovarono mai distribuzione.
Il primo album dei Gaznevada vendette 5000 copie e la stampa parlò di "fenomeno nascente fuori dall'asse Milano-Roma". Ai Gaznevada furono dedicate tutte le energie economiche derivate dal contratto con la Ricordi.
Dopo l'avvio, la cooperativa portò avanti diverse iniziative: la partecipazione al treno di John Cage, l'organizzazione assieme al Comune di Bologna di diverse iniziative e festival come l'Electra 1 con Bauhaus, Chrome, DNA, Lounge Lizards e Magazzini Criminali e parallelamente a queste attività la Italian Records prese in distribuzione per l'Italia diverse etichette straniere.
Ben presto la rotta dell'etichetta cambiò notevolmente. Prese sempre più piede un approccio rivolto alla dance e un sempre maggior ammorbidimento delle sonorità proposte. La Ricordi aveva cambiato direzione e la Italian Records si spostò sulla EMI, che fu determinante per le decisioni successive.
Oderso Rubini lasciò l'etichetta e Bologna trasferendosi a Milano e la Italian Records intensificò sempre più l'attività di distribuzione di etichette indipendenti straniere.

## Discografia

### Album
| Anno | Interprete                    | Titolo              | Formato |
| ---- | ----------------------------- | ------------------- | ------- |
| 1980 | Andy J.Forest & the Stumblers | The List            | LP      |
| 1980 | Confusional Quartet           | Confusional Quartet | LP      |
| 1980 | Art Fleury                    | I luoghi del potere | LP      |
| 1980 | Gaznevada                     | Sick Soundtrack     | LP      |
| 1980 | Skiantos                      | Inascoltable        | LP      |
| 1980 | Magazzini Criminali           | Crollo Nervoso      | LP      |
| 1981 | Band Aid                      | Due                 | LP      |
| 1981 | Confusional Quartet           | Confusional Quartet | MC      |
| 1982 | Pâle                          | Blue Agents         | LP      |
| 1982 | Neon                          | Tapes of Darkness   | LP      |
| 1983 | Gaznevada                     | Psicopatico Party   | LP      |
| 1983 | Band-Aid                      | A Tour in Italy     | LP      |
| 1983 | Hi-Fi Bros                    | The Line            | LP      |
| 1985 | Soul Boy                      | Baby Blue           | LP      |
| 1985 | Baby Blue                     | Try and See         | LP      |

### Compilation
| Anno | Interprete                                         | Titolo                        | Formato |
| ---- | -------------------------------------------------- | ----------------------------- | ------- |
| 1980 | The Great Complotto - Pordenone                    | Pordenone/The Great Complotto | LP      |
| 1981 | Absurdo/Eurotunes/Ipnotico Tango/Kerosene/Metalvox | Ref. 907                      | LP      |
| 1986 | Deblanc                                            | Monnalisa                     | LP      |

### EP
| Anno | Interprete                  | Titolo                           | Formato |
| ---- | --------------------------- | -------------------------------- | ------- |
| 1980 | The Stupid Set              | The Stupid Set' Hello I Love You | EP 7"   |
| 1981 | Monofonic Orchestra         | Music Design                     | EP      |
| 1981 | Gaznevada                   | Dressed to Kill                  | Mini LP |
| 1981 | Hi-Fi Bros                  | I Fratelli Hi-Fi                 | EP      |
| 1981 | Monofonic Orchestra         | Friend's Portraits               | EP      |
| 1982 | Stupid Set + Enrico Serotti | Hear the Rumble                  | EP      |
| 1982 | Gaznevada                   | (Black Dressed) White Wild Boys  | EP      |
| 1982 | Hi-Fi Bros                  | Punto Amao / Saba-U              | EP      |
| 1983 | Gianni Pettenati            | Bandiera gialla                  | EP      |
| 1984 | Kirlian Camera              | Edges                            | EP      |
| 1984 | N.O.I.A.                    | The Sound of Love                | Mini LP |
| 1985 | Kirlian Camera              | Blue Room                        | EP      |

### Singoli
| Anno | Interprete                        | Titolo                                                 | Formato        |
| ---- | --------------------------------- | ------------------------------------------------------ | -------------- |
| 1980 | Gaznevada                         | Nevadagaz / Blue TV Set                                | 7"             |
| 1980 | 451                               | Ho in Mente te / New Wave Rho                          | 7"             |
| 1980 | Art Fleury                        | L'overdose                                             | 7"             |
| 1980 | Johnson Righeira                  | Bianca Surf / Photoni                                  | 7"             |
| 1980 | Billy Blade & The Electric Razors | I See My Baby Standing on a Plane                      | 7" single side |
| 1981 | Confusional Quartet               | Volare / Nebdo zip                                     | 7"             |
| 1981 | Pale TV                           | Night Toys / B & W Television Shock-Show               | 7"             |
| 1981 | Roberto "Freak" Antoni            | L'incontenibile Freak Antoni [Five Records in One Box] | 5x7"           |
| 1982 | Confusional Quartet               | Documentario                                           | 7" flexy       |
| 1983 | N.O.I.A.                          | Looking for Love                                       | 12"            |
| 1983 | Gaznevada                         | I.C. Love Affair                                       | 12"/7"         |
| 1983 | N.O.I.A.                          | Stranger in a Strange Land                             | 7"/12"         |
| 1983 | The Stupid Set                    | Don't Be Cold (In the Summer of Love)                  | 12"            |
| 1983 | Gaznevada                         | Special Agent Man                                      | 12"/7"         |
| 1984 | Dens Dens                         | Live Got No Sense (Without Love) / Meaning of Words    | 12"            |
| 1984 | Fawzia                            | Please, Don't Be Sad                                   | 12"            |
| 1984 | N.O.I.A.                          | Do You Wanna Dance                                     | 12"            |
| 1984 | N.O.I.A.                          | True Love                                              | 12"            |
| 1985 | N.O.I.A.                          | Try and see                                            | 12"            |

### Inediti
- Autori vari - Italian Records-The Singles 7" Collection (1980-1984), 2013 (Spittle-Italian Records / Goodfellas) (compilation contenente la maggior parte dei 7" pubblicati e vari inediti prodotti dalla Italian Records[4][5])